# Sotogrande
Sotogrande ist ein großes Luxusresort in Andalusien mit einem Yachthafen.  Sotogrande liegt bei San Roque in der autonomen Gemeinschaft Andalusien in Südspanien nahe bei Gibraltar. Das Resort ist 20 km² groß und erstreckt sich vom Mittelmeer bis zu den Ausläufern der Sierra Almenara. Dadurch bietet es verschiedene Geländeformationen von der Küste bis zur Hügellandschaft, Korkeichenwälder sowie einen Blick auf die Felsen von Gibraltar und auf Marokko. Sotogrande wurde 1964 gegründet und war ursprünglich eine Gated Community.
Sotogrande hat eine große Anzahl and Golfplätzen. Die renommiertesten davon sind der Valderrama Golf Club, der Real Club de Golf de Sotogrande, La Reserva und San Roque Golf Club. Außerdem gibt es den Santa María Polo Club mit sechs Polospielfeldern.
Es wird vermutet, dass Vladimir Putin in den 1990ern Sotogrande mehrmals heimlich betreten hat.
Sotogrande hat vier große Gebiete: La Reserva, Sotogrande Alto, Sotogrande Costa und Sotogrande Marina & Port.
Sotogrande hat eine internationale Schule, die als eine der besten Schulen in Spanien angesehen wird.

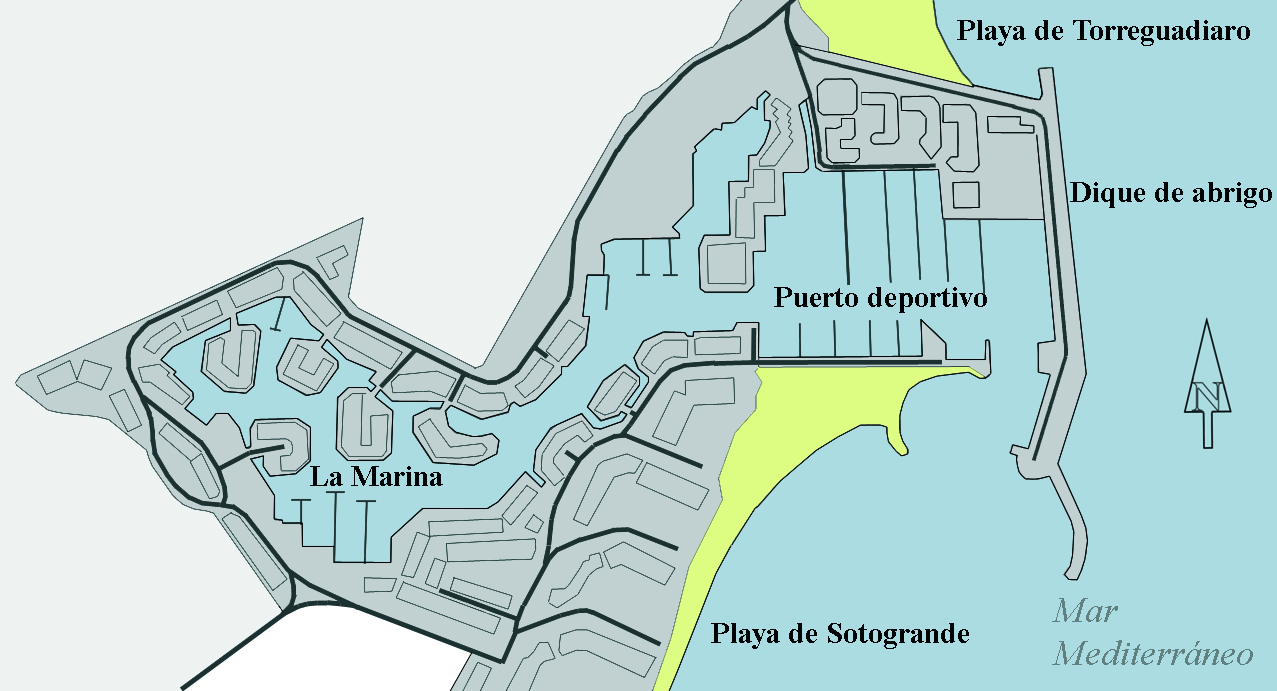
Plan (spanisch)
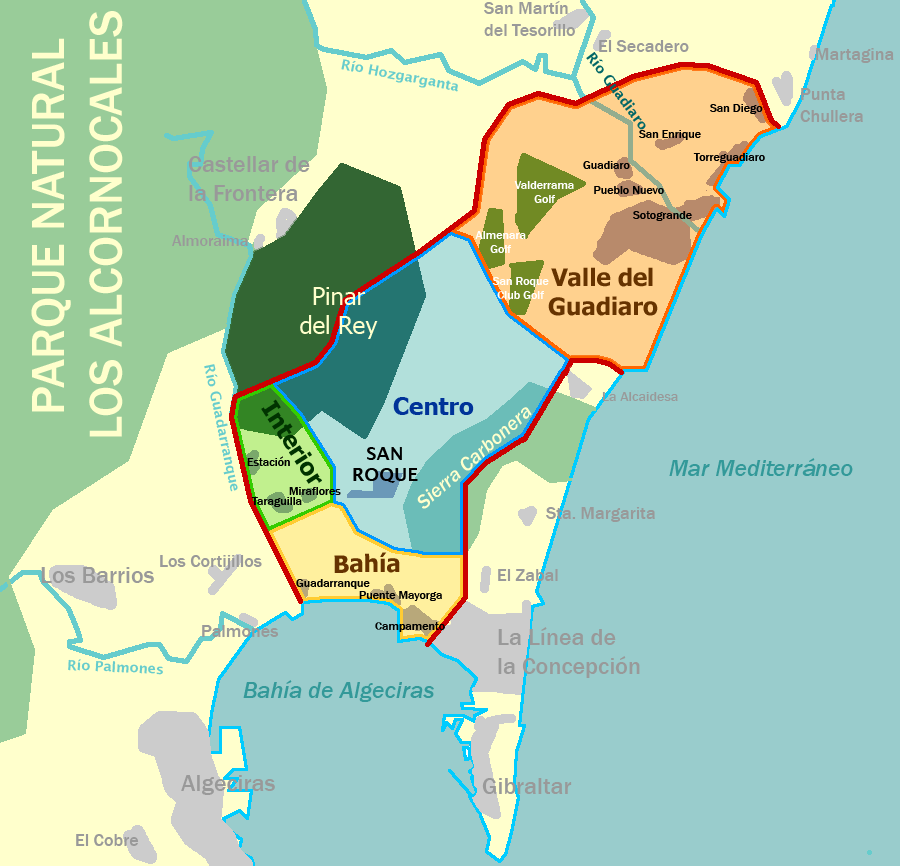
Plan von San Roque Barriadas
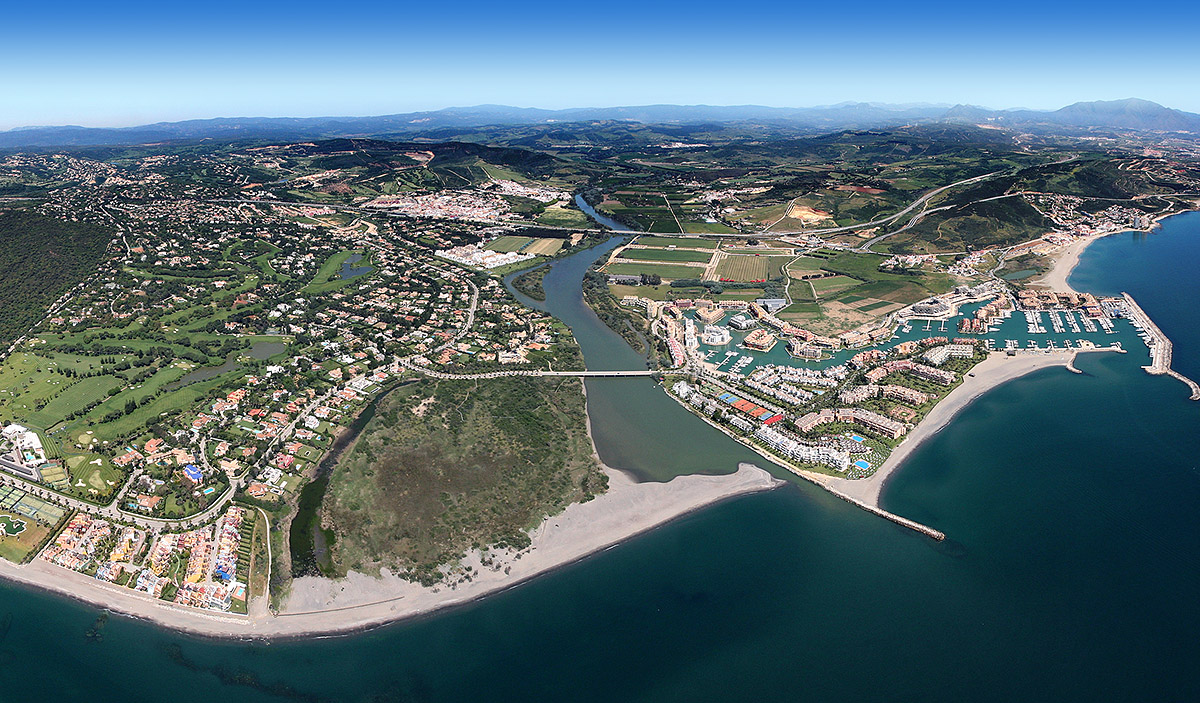
Luftbild von Sotogrande